# Freccia del Brabante 1988
La Freccia del Brabante 1988, ventottesima edizione della corsa, si svolse il 27 marzo su un percorso di 229 km, con partenza a Sint-Genesius-Rode e arrivo ad Alsemberg. Fu vinta dal belga Johan Capiot della squadra TVM-Van Schilt davanti al connazionale Jean-Philippe Vandenbrande e al tedesco occidentale Rolf Gölz.

## Ordine d'arrivo (Top 10)
| Pos. | Corridore                  | Squadra                     | Tempo    |
| ---- | -------------------------- | --------------------------- | -------- |
| 1    | Johan Capiot               | TVM-Van Schilt              | 5h50'00" |
| 2    | Jean-Philippe Vandenbrande | Hitachi-Bosal-B.C.E.Snooker | a 32"    |
| 3    | Rolf Gölz                  | Superconfex-Yoko            | s.t.     |
| 4    | Edwig Van Hooydonck        | Superconfex-Yoko            | a 5'25"  |
| 5    | Jan Van Camp               | Isoglass-EVS-Robland        | s.t.     |
| 6    | Marc Sergeant              | Hitachi-Bosal-B.C.E.Snooker | a 5'55"  |
| 7    | Adrie van der Poel         | PDM-Ultima-Concorde         | a 7'18"  |
| 8    | Jan Nevens                 | Sigma-Fina                  | a 8'58"  |
| 9    | Wilfried Peeters           | Sigma-Fina                  | a 11'31" |
| 10   | Wim Van Eynde              | Lotto-Eddy Merckx           | s.t.     |